# UCI Europe Tour 2015
El UCI Europe Tour 2015 fue la undécima edición del calendario ciclístico internacional europeo. Comenzó el 29 de enero en España con el Trofeo Migjorn perteneciente a la Challenge Ciclista a Mallorca y finalizó el 25 de octubre en Turquía con el Tour de Aegean.
El ganador final fue el francés Nacer Bouhanni, por equipos se impuso el Topsport Vlaanderen-Baloise por segundo año consecutivo, mientras que por países y países sub-23 fue Italia quién obtuvo más puntos.

## Equipos
Los equipos que pueden participar en las diferentes carreras dependen de la categoría de las mismas. A mayor nivel de una carrera pueden participar equipos de más nivel. Los equipos UCI ProTeam, solo pueden participar de las carreras .HC y .1 pero tienen cupo limitado para competir, y los puntos que logran sus ciclistas no van a la clasificación. 
| Categoría      | Categoría                       | Equipos |
| -------------- | ------------------------------- | --- |
| .HC            | 1.HC (Carrera de un día)        | * ProTeam (max 70%) * Profesionales Continentales * Continentales * Selecciones nacionales                 |
| .HC            | 2.HC (Carrera de varios días)   | * ProTeam (max 70%) * Profesionales Continentales * Continentales * Selecciones nacionales                 |
| .1             | 1.1 (Carrera de un día)         | * ProTeam (max 50%) * Profesionales Continentales * Continentales * Selecciones nacionales                 |
| .1             | 2.1 (Carrera de varios días)    | * ProTeam (max 50%) * Profesionales Continentales * Continentales * Selecciones nacionales                 |
| .2             | 1.2 (Carrera de un día)         | * Profesionales Continentales * Continentales * Selecciones nacionales * Selecciones regionales * Amateurs |
| .2             | 2.2 (Carrera de varios días)    | * Profesionales Continentales * Continentales * Selecciones nacionales * Selecciones regionales * Amateurs |
| .Ncup (sub-23) | 1.Ncup (Carrera de un día)      | * Selecciones nacionales * Selecciones mixtas                                                              |
| .Ncup (sub-23) | 2.Ncup (Carrera de varios días) | * Selecciones nacionales * Selecciones mixtas                                                              |

Para favorecer la invitación a los equipos más humildes, la Unión Ciclista Internacional publicó el 31 de enero de 2015 un "ranking ficticio" de los equipos Continentales, sobre la base de los puntos obtenidos por sus ciclistas en la temporada anterior. Los organizadores de carreras .2 deben obligatoriamente invitar a los 3 primeros de ese ranking y de esta forma pueden acceder a un mayor número de carreras. En este circuito los invitados automáticamente a carreras de categoría .2 fueron el Kolss-BDC Team, Roubaix-Lille Métropole y Team Felbermayr-Simplon Wels, aunque a diferencia del UCI WorldTour los equipos pueden rechazar dicha invitación.

## Carreras y categorías

### Carreras suspendidas o eliminadas
El cronograma inicial del calendario era de 301 carreras (que podrían haber sido 304 tras la introducción de la Vuelta a la Comunidad de Madrid, Memoriał Romana Siemińskiego y Campeonato Europeo Contrarreloj sub-23 en principio no incluidas), debido a ello es con amplitud el circuito que más carreras contiene, aunque a lo largo de la temporada 16 fueron suspendidas. La siguiente es la lista de algunas de esas competiciones que por diversos motivos finalmente no se disputaron:
| Listado de carreras suspendidas o eliminadas | Listado de carreras suspendidas o eliminadas | Listado de carreras suspendidas o eliminadas | Listado de carreras suspendidas o eliminadas | Listado de carreras suspendidas o eliminadas | Listado de carreras suspendidas o eliminadas |
| -------------------------------------------- | -------------------------------------------- | -------------------------------------------- | -------------------------------------------- | -------------------------------------------- | -------------------------------------------- |

| Fecha              | Carrera                                        | Cat. | Causa                          |
| ------------------ | ---------------------------------------------- | ---- | ------------------------------ |
| 12-15 de febrero   | Tour del Mediterráneo                          | 2.1  | Financiera.                    |
| 5 de marzo         | Gran Premio Ciudad de Camaiore                 | 1.1  | Financiera.                    |
| 8 de marzo         | Roma Maxima                                    | 1.1  | Conflicto con la organización. |
| 10 de marzo        | Gran Premio Villa de Lillers                   | 1.2  | Financiera.                    |
| 30 de abril        | Gran Premio de Fráncfort                       | 1.HC | Amenaza de atentado.           |
| 10 de junio        | Izhevsk Cup                                    | 1.2  |                                |
| 23 de agosto       | Châteauroux Classic de l'Indre-Trophée Fenioux | 1.1  | Conflicto con la organización. |
| 20-23 de noviembre | Tour de Alanya                                 | 2.2  |                                |

Tras estas anulaciones el calendario fue de 288 carreras, contando las dos pruebas del Campeonato Europeo sub-23 disputado en Estonia.

### Categorías
Fueron 36 las carreras de máxima categoría, ocho más respecto a la edición anterior. Las carreras que ascendieron son las siguientes: las clásicas italianas Trofeo Laigueglia, Strade Bianche y Gran Premio Nobili Rubinetterie-Coppa Papà Carlo-Coppa Città di Stresa, la suiza Gran Premio de Lugano, la belga Gran Premio Impanis-Van Petegem, la alemana Giro de Münsterland y la carrera por etapas noruega Arctic Race de Noruega. También reapareció el Giro del Piemonte que no se había disputado en las últimas dos temporadas. En el siguiente cuadro se muestran las carreras con mayor puntuación de esta edición del UCI Europe Tour ordenado por países, para el resto de las competiciones véase: Carreras del UCI Europe Tour 2015
| Carrera                         | Categoría |
| ------------------------------- | --------- |
| Vuelta a Baviera                | 2.HC      |
| Gran Premio de Fráncfort        | 1.HC      |
| Giro de Münsterland             | 1.HC      |
| Vuelta a Austria                | 2.HC      |
| Omloop Het Nieuwsblad           | 1.HC      |
| A través de Flandes             | 1.HC      |
| Tres Días de La Panne           | 2.HC      |
| Scheldeprijs                    | 1.HC      |
| Flecha Brabanzona               | 1.HC      |
| Vuelta a Bélgica                | 2.HC      |
| Tour de Valonia                 | 2.HC      |
| Brussels Cycling Classic        | 1.HC      |
| Gran Premio Impanis-Van Petegem | 1.HC      |
| Vuelta a Dinamarca              | 2.HC      |
| Vuelta a Burgos                 | 2.HC      |
| Critérium Internacional         | 2.HC      |
| Cuatro Días de Dunkerque        | 2.HC      |
| Gran Premio de Fourmies         | 1.HC      |
| París-Tours                     | 1.HC      |

| Carrera                                                                | Categoría |
| ---------------------------------------------------------------------- | --------- |
| RideLondon-Surrey Classic                                              | 1.HC      |
| Vuelta a Gran Bretaña                                                  | 2.HC      |
| Trofeo Laigueglia                                                      | 1.HC      |
| Strade Bianche                                                         | 1.HC      |
| Giro del Trentino                                                      | 2.HC      |
| Tre Valli Varesine                                                     | 1.HC      |
| Milán-Turín                                                            | 1.HC      |
| Giro del Piemonte                                                      | 1.HC      |
| Giro de Emilia                                                         | 1.HC      |
| Gran Premio Bruno Beghelli                                             | 1.HC      |
| Gran Premio Nobili Rubinetterie-Coppa Papà Carlo-Coppa Città di Stresa | 1.HC      |
| Tour de Luxemburgo                                                     | 2.HC      |
| Tour de Noruega                                                        | 2.HC      |
| Arctic Race de Noruega                                                 | 2.HC      |
| Gran Premio de Lugano                                                  | 1.HC      |
| G. P. Kanton Aargau                                                    | 1.HC      |
| Tour de Turquía                                                        | 2.HC      |

Además, los campeonatos nacionales de ruta y contrarreloj de países europeos también puntuaron para el UCI Europe Tour.
Francia, Italia y Bélgica son con diferencia los 3 países que dominaron en número de competiciones previstas, de hecho la suma de ellas son casi la mitad del total de las que se disputarán. La siguiente lista incluye los países con más de 5 carreras en el calendario 2015:
| País            | Nº de carreras registradas | Nº de carreras disputadas |
| --------------- | -------------------------- | ------------------------- |
| Francia         | 63                         |                           |
| Italia          | 44                         |                           |
| Bélgica         | 43                         |                           |
| Países Bajos    | 19                         | 17                        |
| España          | 15                         | 16                        |
| Rusia           | 15                         | 10                        |
| Polonia         | 14                         | 15                        |
| Portugal        | 8                          | 8                         |
| Turquía         | 8                          | 7                         |
| Alemania        | 7                          | 6                         |
| República Checa | 7                          | 5                         |
| Ucrania         | 7                          | 7                         |
| Dinamarca       | 6                          | 6                         |
| Reino Unido     | 6                          | 6                         |

- En el caso de España no estaba en el calendario inicial la Vuelta a la Comunidad de Madrid[5] (La Vuelta Ciclista Internacional a la Comunidad de Madrid regresará en 2015)
- En el caso de Polonia no estaba en el calendario inicial el Memoriał Romana Siemińskiego[5]

## Calendario

### Enero
| Fecha | Carrera                             | Cat. | Ganador            | Equipo      |
| ----- | ----------------------------------- | ---- | ------------------ | ----------- |
| 29    | Trofeo Santañí-Las Salinas-Campos   | 1.1  | Matteo Pelucchi    | IAM         |
| 30    | Trofeo Andrach–Mirador d'es Colomer | 1.1  | Steve Cummings     | MTN-Qhubeka |
| 31    | Trofeo Serra de Tramuntana          | 1.1  | Alejandro Valverde | Movistar    |

### Febrero
| Fecha | Carrera                            | Cat. | Ganador           | Equipo                       |
| ----- | ---------------------------------- | ---- | ----------------- | ---------------------------- |
| 1     | Trofeo Palma                       | 1.1  | Matteo Pelucchi   | IAM                          |
| 1     | Gran Premio Ciclista la Marsellesa | 1.1  | Pim Ligthart      | Lotto-Soudal                 |
| 4-8   | Estrella de Bessèges               | 2.1  | Bob Jungels       | Trek Factory Racing          |
| 8     | Gran Premio Costa de los Etruscos  | 1.1  | Manuel Belletti   | Southeast                    |
| 14    | Vuelta a Murcia                    | 1.1  | Rein Taaramäe     | Astana                       |
| 15    | Clásica de Almería                 | 1.1  | Mark Cavendish    | Etixx-Quick Step             |
| 15    | GP Laguna                          | 1.2  | Michael Gogl      | Felbermayr-Simplon Wels      |
| 18-22 | Vuelta a Andalucía                 | 2.1  | Chris Froome      | Sky                          |
| 18-22 | Vuelta al Algarve                  | 2.1  | Geraint Thomas    | Sky                          |
| 19    | Trofeo Laigueglia                  | 1.HC | Davide Cimolai    | Lampre-Merida                |
| 21-22 | Tour de Haut-Var                   | 2.1  | Ben Gastauer      | Ag2r La Mondiale             |
| 28    | Omloop Het Nieuwsblad              | 1.HC | Ian Stannard      | Sky                          |
| 28    | Clásica Sur Ardèche                | 1.1  | Eduardo Sepúlveda | Bretagne-Séché Environnement |
| 28    | Ster van Zwolle                    | 1.2  | Elmar Reinders    | Jo Piels                     |

### Marzo
| Fecha | Carrera                                                                | Cat. | Ganador                | Equipo                         |
| ----- | ---------------------------------------------------------------------- | ---- | ---------------------- | ------------------------------ |
| 1     | Kuurne-Bruselas-Kuurne                                                 | 1.1  | Mark Cavendish         | Etixx-Quick Step               |
| 1     | La Drôme Classic                                                       | 1.1  | Samuel Dumoulin        | Ag2r La Mondiale               |
| 1     | Gran Premio de Lugano                                                  | 1.HC | Niccolò Bonifazio      | Lampre-Merida                  |
| 1     | Clásica de Loulé                                                       | 1.2  | Michael Woods          | Optum-Kelly Benefit Strategies |
| 1     | Gran Premio Izola                                                      | 1.2  | Gregor Mühlberger      | Felbermayr-Simplon Wels        |
| 4     | Trofej Umag-Umag Trophy                                                | 1.2  | Marko Kump             | Adria Mobil                    |
| 4     | Le Samyn                                                               | 1.1  | Kris Boeckmans         | Lotto-Soudal                   |
| 6-8   | Tres Días de Flandes Occidental                                        | 2.1  | Yves Lampaert          | Etixx-Quick Step               |
| 7     | Strade Bianche                                                         | 1.HC | Zdeněk Štybar          | Etixx-Quick Step               |
| 7     | Porec Trophy                                                           | 1.2  | Marko Kump             | Adria Mobil                    |
| 7-8   | Gran Premio del Guadiana                                               | 2.2  | Jordi Simón            | Ecuador                        |
| 8     | Dorpenomloop Rucphen                                                   | 1.2  | Floris Gerts           | BMC Development                |
| 12-15 | Istrian Spring Trophy                                                  | 2.2  | Markus Eibegger        | Synergy Baku                   |
| 14    | Tour de Drenthe                                                        | 1.1  | Edward Theuns          | Topsport Vlaanderen-Baloise    |
| 15    | Kattekoers                                                             | 1.2  | Baptiste Planckaert    | Roubaix-Lille Métropole        |
| 15    | Omloop van het Waasland                                                | 1.2  | Geert van der Weijst   | 3M                             |
| 15    | París-Troyes                                                           | 1.2  | David Menut            | Auber 93                       |
| 15    | Dwars door Drenthe                                                     | 1.1  | Manuel Belletti        | Southeast                      |
| 17    | Copa Sochi                                                             | 1.2  | Uladzimir Harakhavik   | Selección de Bielorrusia       |
| 18    | Nokere Koerse                                                          | 1.1  | Kris Boeckmans         | Lotto-Soudal                   |
| 18    | Gran Premio de Sochi Mayor                                             | 1.2  | Sergey Firsanov        | RusVelo                        |
| 19-22 | Gran Premio de Sochi                                                   | 2.2  | Alexander Foliforov    | RusVelo                        |
| 19    | Gran Premio Nobili Rubinetterie-Coppa Papà Carlo-Coppa Città di Stresa | 1.HC | Giacomo Nizzolo        | Trek Factory Racing            |
| 20    | Handzame Classic                                                       | 1.1  | Gianni Meersman        | Etixx-Quick Step               |
| 21    | Clásica de Loire-Atlantique                                            | 1.1  | Alexis Gougeard        | Ag2r La Mondiale               |
| 21    | Ronde van Zeeland Seaports                                             | 1.1  | Iljo Keisse            | Etixx-Quick Step               |
| 21-22 | Gran Premio Liberty Seguros                                            | 2.2  | Ruben Guerreiro        | Axeon                          |
| 22    | Gran Premio Cholet-Pays de Loire                                       | 1.1  | Pierrick Fédrigo       | Bretagne-Séché Environnement   |
| 23-29 | Tour de Normandía                                                      | 2.2  | Dimitri Claeys         | Verandas Willems               |
| 24-27 | Tour de Canakkale                                                      | 2.2  | Ahmet Akdilek          | Torku Sekerspor                |
| 25    | A través de Flandes                                                    | 1.HC | Jelle Wallays          | Topsport Vlaanderen-Baloise    |
| 25-29 | Vuelta al Alentejo                                                     | 2.2  | Paweł Bernas           | ActiveJet                      |
| 26-29 | Semana Coppi e Bartali                                                 | 2.1  | Louis Meintjes         | MTN-Qhubeka                    |
| 26    | Clásica Córcega                                                        | 1.1  | Thomas Boudat          | Europcar                       |
| 28-29 | Critérium Internacional                                                | 2.HC | Jean-Christophe Péraud | Ag2r La Mondiale               |
| 31-2  | Tres Días de La Panne                                                  | 2.HC | Alexander Kristoff     | Katusha                        |

### Abril
| Fecha | Carrera                                    | Cat.   | Ganador              | Equipo                                       |
| ----- | ------------------------------------------ | ------ | -------------------- | -------------------------------------------- |
| 1     | Krasnodar-Anapa                            | 1.2    | Andrey Solomennikov  | RusVelo                                      |
| 2-5   | Tour de Kuban                              | 2.2    | Dmitry Samokhvalov   | Itera-Katusha                                |
| 3     | Route Adélie                               | 1.1    | Romain Feillu        | Bretagne-Séché Environnement                 |
| 3-6   | Triptyque des Monts et Châteaux            | 2.2    | Lilian Calmejane     | Vendée U                                     |
| 4     | Gran Premio Miguel Induráin                | 1.1    | Ángel Vicioso        | Katusha                                      |
| 4     | Volta Limburg Classic                      | 1.1    | Stefan Küng          | BMC Racing                                   |
| 5     | Vuelta a La Rioja                          | 1.1    | Caleb Ewan           | Orica GreenEDGE                              |
| 5     | París-Camembert                            | 1.1    | Julien Loubet        | Marseille 13-KTM                             |
| 5     | Trofeo Banca Popular de Vicenza            | 1.2U   | Felix Großschartner  | Felbermayr-Simplon Wels                      |
| 5     | Gran Premio Adria Mobil                    | 1.2    | Marko Kump           | Adria Mobil                                  |
| 6     | Giro del Belvedere                         | 1.2U   | Andrea Vendrame      | Selección de Italia                          |
| 7-10  | Circuito de la Sarthe                      | 2.1    | Ramūnas Navardauskas | Cannondale-Garmin                            |
| 8     | Scheldeprijs                               | 1.HC   | Alexander Kristoff   | Katusha                                      |
| 9-12  | Tour de Mersin                             | 2.2    | Oleksandr Polivoda   | Kolss-BDC                                    |
| 10-12 | Circuito de las Ardenas                    | 2.2    | Evaldas Šiškevicius  | Marseille 13-KTM                             |
| 11    | Trofeo Edil C                              | 1.2    | Francesco Reda       | Idea 2010 ASD                                |
| 11    | Tour de Flandes sub-23                     | 1.Ncup | Alexander Edmondson  | Selección de Australia                       |
| 12    | Klasika Primavera                          | 1.1    | José Herrada         | Movistar                                     |
| 15-19 | Tour de Loir-et-Cher                       | 2.2    | Romain Cardis        |                                              |
| 15    | Maykop-Ulyap-Maykop                        | 1.2    | Ivan Balykin         | RusVelo                                      |
| 15    | Flecha Brabanzona                          | 1.HC   | Ben Hermans          | BMC Racing                                   |
| 15    | La Côte Picarde                            | 1.Ncup | Simone Consonni      | Selección de Italia                          |
| 16    | Gran Premio de Denain                      | 1.1    | Nacer Bouhanni       | Cofidis, Solutions Crédits                   |
| 17-19 | Gran Premio de Adigueya                    | 2.2    | Sergey Firsanov      | RusVelo                                      |
| 16-19 | Vuelta a Castilla y León                   | 2.1    | Pierre Rolland       | Europcar                                     |
| 17-18 | ZLM Tour                                   | 1.Ncup | Søren Kragh Andersen | Trefor-Blue Water                            |
| 18    | Memorial Arno Wallaard                     | 1.2    | Jasper Bovenhuis     | SEG Racing                                   |
| 18    | Belgrade Banialuka I                       | 1.2    | Marko Kump           | Adria Mobil                                  |
| 18    | Lieja-Bastoña-Lieja sub-23                 | 1.2U   | Guillaume Martin     |                                              |
| 18    | Tour de Finisterre                         | 1.1    | Tim De Troyer        | Wanty-Groupe Gobert                          |
| 19    | Vuelta a Holanda Septentrional             | 1.2    | Johim Ariesen        | Metec-TKH Continental Cyclingteam p/b Mantel |
| 19    | Belgrade Banialuka II                      | 1.2    | Andi Bajc            | Amplatz - BMC                                |
| 19    | Tro Bro Leon                               | 1.1    | Alexandre Geniez     | FDJ                                          |
| 21-26 | Tour de Croacia                            | 2.2    | Maciej Paterski      | CCC Sprandi Polkowice                        |
| 21-24 | Giro del Trentino                          | 2.HC   | Richie Porte         | Sky                                          |
| 25    | Gran Premio della Liberazione              | 1.2U   | Lucas Gaday          | Selección de Argentina                       |
| 25    | Zuid Oost Drenthe Classic I                | 1.2    | Jeff Vermeulen       | Jo Piels                                     |
| 25-1  | Tour de Bretaña                            | 2.2    | Sébastien Delfosse   | Wallonie-Bruxelles                           |
| 26-3  | Tour de Turquía                            | 2.HC   | Kristijan Đurasek    | Lampre-Merida                                |
| 26    | Giro de los Apeninos                       | 1.1    | Omar Fraile          | Caja Rural-Seguros RGA                       |
| 26    | Paris-Mantes-en-Yvelines                   | 1.2    | Nicolas Baldo        | Vorarlberg                                   |
| 26    | La Roue Tourangelle                        | 1.1    | Lorrenzo Manzin      | FDJ                                          |
| 26    | Rutland-Melton International CiCLE Classic | 1.2    | Steele Von Hoff      | NFTO                                         |
| 28-3  | Carpathia Couriers Paths                   | 2.2U   | Tim Ariesen          | Jo Piels                                     |

### Mayo
| Fecha | Carrera                                    | Cat.   | Ganador                 | Equipo                      |
| ----- | ------------------------------------------ | ------ | ----------------------- | --------------------------- |
| 1-3   | Tour de Yorkshire                          | 2.1    | Lars Petter Nordhaug    | Sky                         |
| 1     | GP Viborg                                  | 1.2    | Oscar Landa             | Coop-Oster Hus              |
| 1     | Moscow Cup                                 | 1.2    | Sergiy Lagkuti          | Kolss-BDC                   |
| 1     | Memoriał Andrzeja Trochanowskiego          | 1.2    | Mateusz Nowak           | Domin Sport                 |
| 2     | Tour de Overijssel                         | 1.2    | Jeff Vermeulen          | Jo Piels                    |
| 2-3   | Vuelta a Asturias                          | 2.1    | Igor Antón              | Movistar                    |
| 2     | Memoriał Romana Siemińskiego               | 1.2    | Alois Kaňkovský         | Whirpool Author             |
| 2     | Himmerland Rundt                           | 1.2    | Wim Stroetinga          | Parkhotel Valkenburg CT     |
| 2     | Memorial Oleg Dyachenko                    | 1.2    | Mykhailo Kononenko      | Kolss-BDC                   |
| 3     | Skive-Lobet                                | 1.2    | Alexander Kamp          | ColoQuick                   |
| 3     | Circuito de Porto-Trofeo Averdi            | 1.2    | Riccardo Minali         | Selección de Italia         |
| 3     | Gran Premio del Somme                      | 1.1    | Quentin Jauregui        | Ag2r La Mondiale            |
| 3     | Gran Premio de Moscú                       | 1.2    | Siarhei Papok           | Minsk Cycling Club          |
| 5-9   | Cinco Anillos de Moscú                     | 2.2    | Oleksandr Polivoda      | Kolss-BDC                   |
| 6-10  | Tour de Azerbaiyán                         | 2.1    | Primož Roglič           | Adria Mobil                 |
| 6-10  | Cuatro Días de Dunkerque                   | 2.HC   | Ignatas Konovalovas     | Marseille 13-KTM            |
| 7-10  | Szlakiem Grodów Piastowskich               | 2.2    | Paweł Bernas            | ActiveJet                   |
| 9-10  | Vuelta a la Comunidad de Madrid            | 2.1    | Evgeny Shalunov         | Lokosphinx                  |
| 9     | Hadeland G. P.                             | 1.2    | Søren Kragh Andersen    | Trefor-Blue Water           |
| 9     | Scandinavian Race                          | 1.2    | Nicolai Brøchner        | Riwal Platform              |
| 9     | Tour de Berna                              | 1.2    | Tom Bohli               | BMC Development             |
| 10    | Trofeo Ciudad de San Vendemiano            | 1.2U   | Gianni Moscon           | Selección de Italia         |
| 10    | Ringerike G. P.                            | 1.2    | Asbjørn Kragh Andersen  | Trefor-Blue Water           |
| 10    | Gran Premio de la Ville de Nogent-sur-Oise | 1.2    | Robin Stenuit           | Veranclassic-Ekoi           |
| 10    | Flecha de las Ardenas                      | 1.2    | Loïc Vliegen            | BMC Development             |
| 12-17 | Tour de Olympia                            | 2.2    | Jetse Bol               | Join's-De Rijke             |
| 13-17 | Flèche du Sud                              | 2.2    | Víctor de la Parte      | Vorarlberg                  |
| 13-17 | Vuelta a Baviera                           | 2.HC   | Alex Dowsett            | Movistar                    |
| 14-16 | Tour de Berlín                             | 2.2U   | Steven Lammertink       | SEG Racing                  |
| 14-17 | Rhône-Alpes Isère Tour                     | 2.2    | Sam Oomen               | Rabobank Development        |
| 15-17 | Tour de Picardie                           | 2.1    | Kris Boeckmans          | Lotto Soudal                |
| 15-17 | Tour del Mar Negro                         | 2.2    | Tomasz Marczynski       | Torku Sekerspor             |
| 16    | Visegrad 4 Bicycle Race-GP Czech Republic  | 1.2    | Paweł Bernas            | ActiveJet                   |
| 17    | Gran Premio Criquielion                    | 1.2    | Jelle Wallays           | Topsport Vlaanderen-Baloise |
| 17    | Visegrad 4 Bicycle Race-GP Polski          | 1.2    | Bartosz Warchoł         | Cycling Academy Team        |
| 17-24 | An Post Rás                                | 2.2    | Lukas Pöstlberger       | Tirol                       |
| 17    | Gran Premio Industrias del Mármol          | 1.2    | Gian Marco Di Francesco | MG.Kvis Vega                |
| 20-24 | Baltyk-Karkonosze Tour                     | 2.2    | Leszek Plucinski        | CCC Sprandi Polkowice       |
| 20-24 | Tour de Noruega                            | 2.HC   | Jesper Hansen           | Tinkoff-Saxo                |
| 21-24 | Ronde d'Isard                              | 2.2U   | Simone Petilli          | Unieuro Wilier Trevigiani   |
| 22-24 | París-Arrás Tour                           | 2.2    | Joeri Calleeuw          | Verandas Willems            |
| 23    | Visegrad 4 Bicycle Race-GP Hungary         | 1.2    | Alois Kaňkovský         | Whirpool Author             |
| 23-24 | World Ports Classic                        | 2.1    | Kris Boeckmans          | Lotto Soudal                |
| 24    | Visegrad 4 Bicycle Race-GP Slovakia        | 1.2    | Alois Kaňkovský         | Whirpool Author             |
| 27-31 | Tour de los Fiordos                        | 2.1    | Marco Haller            | Katusha                     |
| 27-31 | Vuelta a Bélgica                           | 2.HC   | Greg Van Avermaet       | BMC Racing                  |
| 29-30 | Tour de Estonia                            | 2.1    | Martin Laas             | Selección de Estonia        |
| 29-31 | Tour de Gironde                            | 2.2    | Stéphane Poulhiès       |                             |
| 29-31 | Carrera de la Paz sub-23                   | 2.Ncup | Gregor Mühlberger       | Felbermayr-Simplon Wels     |
| 29    | Horizon Park Race for Peace                | 1.2    | Sergiy Lagkuti          | Kolss-BDC                   |
| 30    | Horizon Park Race Maidan                   | 1.2    | Oleksandr Polivoda      | Kolss-BDC                   |
| 30    | Grand Prix de Plumelec-Morbihan            | 1.1    | Alexis Vuillermoz       | Ag2r La Mondiale            |
| 31    | Horizon Park Classic                       | 1.2    | Mykhailo Kononenko      | Kolss-BDC                   |
| 31    | Boucles de l'Aulne                         | 1.1    | Alo Jakin               | Auber 93                    |
| 31    | Velothon Berlin                            | 1.1    | Ramon Sinkeldam         | Giant-Alpecin               |
| 31    | París-Roubaix sub-23                       | 1.2U   | Lukas Spengler          | BMC Development             |

### Junio
| Fecha | Carrera                                   | Cat. | Ganador            | Equipo                     |
| ----- | ----------------------------------------- | ---- | ------------------ | -------------------------- |
| 2     | Trofeo Alcide Degasperi                   | 1.2  | Alberto Cecchin    | Roth-Skoda                 |
| 3-7   | Tour de Luxemburgo                        | 2.HC | Linus Gerdemann    | Cult Energy                |
| 4-7   | Boucles de la Mayenne                     | 2.1  | Anthony Turgis     | Cofidis, Solutions Crédits |
| 6     | Gran Premio de Vínnitsa                   | 1.2  | Vitaliy Buts       | Kolss-BDC                  |
| 7     | Gran Premio ISD                           | 1.2  | Andriy Khripta     | Kiev Capital Racing        |
| 7     | Coppa della Pace                          | 1.2  | Simone Velasco     | Selección de Italia        |
| 7     | Memorial Philippe Van Coningsloo          | 1.2  | Robin Stenuit      | Veranclassic-Ekoi          |
| 10-13 | Tour de Ankara                            | 2.2  | Nazim Bakirci      | Torku Sekerspor            |
| 10-14 | Tour de Eslovaquia                        | 2.2  | Davide Vigano      | Idea 2010 ASD              |
| 11-14 | Ronde de l'Oise                           | 2.2  | Joshua Edmondson   | An Post-ChainReaction      |
| 11    | G. P. Kanton Aargau                       | 1.HC | Alexander Kristoff | Katusha                    |
| 12-14 | Tour de Malopolska                        | 2.2  | Marko Kump         | Adria Mobil                |
| 13    | Gran Premio Horsens                       | 1.2  | Alexander Kamp     | ColoQuick                  |
| 14    | Velothon Wales                            | 1.1  | Martin Mortensen   | Cult Energy                |
| 14    | Vuelta a Colonia                          | 1.1  | Tom Boonen         | Etixx-Quick Step           |
| 14    | Raiffeisen G. P.                          | 1.2  | Gregor Mühlberger  | Felbermayr-Simplon Wels    |
| 14    | Tour de Fyen                              | 1.2  | Andreas Vangstad   | Sparebanken Sør            |
| 14    | Tour de Limburgo                          | 1.1  | Björn Leukemans    | Wanty-Groupe Gobert        |
| 14    | Gran Premio Sarajevo                      | 1.2  | Gašper Katrašnik   |                            |
| 16-21 | Vuelta a Serbia                           | 2.2  | Ivan Savitskiy     | RusVelo                    |
| 17-21 | Ster ZLM Toer                             | 2.1  | André Greipel      | Lotto Soudal               |
| 18-21 | Tour de Eslovenia                         | 2.1  | Primož Roglič      | Adria Mobil                |
| 18-21 | Ruta del Sur                              | 2.1  | Alberto Contador   | Tinkoff-Saxo               |
| 18-21 | Tour de Saboya                            | 2.2  | David Belda        | Burgos-BH                  |
| 18-21 | Oberösterreichrundfahrt                   | 2.2  | Gregor Mühlberger  | Felbermayr-Simplon Wels    |
| 20    | Korona Kocich Gor                         | 1.2  | František Sisr     | Dukla Praha                |
| 20-21 | Memorial im. J. Grundmanna J. Wizowskiego | 2.2  | Adam Stachowiak    | Kolss-BDC                  |
| 21    | Circuito de Valonia                       | 1.2  | Stef Van Zummeren  | Verandas Willems           |
| 21    | Trofeo Beaumont                           | 1.2  | Christopher Latham |                            |
| 24    | Trofeo Internacional Jong Maar Moedig     | 1.2  | Dimitri Claeys     | Verandas Willems           |
| 24    | Halle-Ingooigem                           | 1.1  | Nacer Bouhanni     | Cofidis, Solutions Crédits |

### Julio
| Fecha | Carrera                                                | Cat.   | Ganador              | Equipo                      |
| ----- | ------------------------------------------------------ | ------ | -------------------- | --------------------------- |
| 1-4   | Carrera de la Solidaridad y de los Campeones Olímpicos | 2.2    | Johim Ariesen        | Metec-TKH                   |
| 1-5   | Tour de Sibiu                                          | 2.1    | Mauro Finetto        | Southeast                   |
| 4     | Omloop Het Nieuwsblad sub-23                           | 1.2    | Floris Gerts         | BMC Development             |
| 4     | Gran Premio de Minsk                                   | 1.2    | Siarhei Papok        | Minsk                       |
| 4-12  | Vuelta a Austria                                       | 2.HC   | Víctor de la Parte   | Vorarlberg                  |
| 5     | París-Chauny                                           | 1.2    | Maxime Vantomme      | Roubaix-Lille Métropole     |
| 5     | Minsk Cup                                              | 1.2    | Oleksandr Golovash   | Kolss-BDC                   |
| 9-12  | Gran Premio Torres Vedras-Trofeo Joaquim Agostinho     | 2.2    | João Benta           | Louletano-Ray Just Energy   |
| 12    | Giro del Medio Brenta                                  | 1.2    | Michele Gazzara      | MG.Kvis Vega                |
| 14-19 | Giro del Valle de Aosta                                | 2.2U   | Robert Power         | Selección de Australia      |
| 16-19 | Vuelta a Portugal del Futuro                           | 2.2U   | Julen Amezqueta      | Cafés Baqué                 |
| 19    | Dwars door de Vlaamse Ardennen                         | 1.2    | Stijn Steels         | Topsport Vlaanderen-Baloise |
| 19    | Trofeo Matteotti                                       | 1.1    | Evgeny Shalunov      | Lokosphinx                  |
| 22    | Gran Premio Pino Cerami                                | 1.1    | Philippe Gilbert     | BMC Racing                  |
| 24.26 | Podlasie Tour                                          | 2.2    | Andriy Vasylyuk      | Kolss-BDC                   |
| 25    | Clásica de Ordizia                                     | 1.1    | Ángel Madrazo        | Caja Rural-Seguros RGA      |
| 25-29 | Tour de Valonia                                        | 2.HC   | Niki Terpstra        | Etixx-Quick Step            |
| 26    | Trofeo Almar                                           | 1.Ncup | Gianni Moscon        | Selección de Italia         |
| 26    | Gran Premio de la Villa de Pérenchies                  | 1.2    | Dimitri Claeys       | Verandas Willems            |
| 28-1  | Dookola Mazowsza                                       | 2.2    | Grzegorz Stępniak    | CCC Sprandi Polkowice       |
| 29-2  | Tour de Alsacia                                        | 2.2    | Vegard Stake Laengen | Team Joker                  |
| 29-9  | Vuelta a Portugal                                      | 2.1    | Gustavo César Veloso | W52-Quinta da Lixa          |
| 31    | Circuito de Guecho                                     | 1.1    | Nacer Bouhanni       | Cofidis, Solutions Crédits  |
| 31 -9 | / Tour de Guadalupe                                    | 2.2    | Boris Carène         | ASBM                        |

### Agosto
| Fecha | Carrera                                | Cat.   | Ganador                 | Equipo                        |
| ----- | -------------------------------------- | ------ | ----------------------- | ----------------------------- |
| 1-3   | Kreiz Breizh Elites                    | 2.2    | August Jensen           | Coop-Oster Hus                |
| 1     | Odessa Grand Prix-1                    | 1.2    | Oleksandr Polivoda      | Kolss-BDC                     |
| 2     | Odessa Grand Prix-2                    | 1.2    | Vitaliy Buts            | Kolss-BDC                     |
| 2     | RideLondon-Surrey Classic              | 1.HC   | Jean-Pierre Drucker     | BMC Racing                    |
| 2     | Polynormande                           | 1.1    | Oliver Naesen           | Topsport Vlaanderen-Baloise   |
| 2     | Trofeo Internacional Bastianelli       | 1.2    | Michele Gazzara         | MG.Kvis Vega                  |
| 4-8   | Tour de Hungría                        | 2.2    | Tom Thill               | Differdange-Losch             |
| 4-8   | Vuelta a Dinamarca                     | 2.HC   | Christopher Juul Jensen | Tinkoff-Saxo                  |
| 4-8   | Vuelta a Burgos                        | 2.HC   | Rein Taaramäe           | Astana                        |
| 5-8   | Tour de Szeklerland                    | 2.2    | Clemens Fankhauser      | Hrinkow Advarics Cycleang     |
| 7     | Campeonato Europeo Contrarreloj sub-23 | C.C    | Steven Lammertink       | Selección de los Países Bajos |
| 9     | Campeonato Europeo en Ruta sub-23      | C.C    | Erik Baška              | Selección de Eslovaquia       |
| 8     | Memorial Henryka Lasaka                | 1.2    | Alois Kaňkovský         | Whirlpool-Author              |
| 9     | Gran Premio Sportivi di Poggiana       | 1.2U   | Stefano Nardelli        | Unieuro Wilier Trevigiani     |
| 9     | Antwerpse Havenpijl                    | 1.2    | Aidis Kruopis           | An Post-ChainReaction         |
| 9     | Puchar Uzdrowisk Karpackich            | 1.2    | Adrian Honkisz          | CCC Sprandi Polkowice         |
| 11-15 | Tour de l'Ain                          | 2.1    | Alexandre Geniez        | FDJ                           |
| 13-16 | Arctic Race de Noruega                 | 2.HC   | Rein Taaramäe           | Astana                        |
| 13-16 | Tour de la República Checa             | 2.1    | Petr Vakoč              | Etixx-Quick Step              |
| 16    | Gran Premio Capodarco                  | 1.2    | Riccardo Donato         | Brilla G Selle Cieffe         |
| 18-21 | Tour de Limousin                       | 2.1    | Sonny Colbrelli         | Bardiani CSF                  |
| 18    | Gran Premio Stad Zottegem              | 1.1    | Kenny de Haes           | Lotto Soudal                  |
| 18-23 | Baltic Chain Tour                      | 2.2    | Andrij Kulyk            | Kolss-BDC                     |
| 21    | Arnhem-Veenendaal Classic              | 1.1    | Dylan Groenewegen       | Roompot Oranje Peloton        |
| 22    | Puchar Ministra Obrony Narodowej       | 1.2    | Erik Baška              | AWT-GreenWay                  |
| 22-29 | Tour del Porvenir                      | 2.Ncup | Marc Soler              | Selección de España           |
| 23    | Gran Premio Jef Scherens               | 1.2    | Björn Leukemans         | Wanty-Groupe Gobert           |
| 25    | Gran Premio de Marbriers               | 1.2    | Tim Ariesen             | Jo Piels                      |
| 25-28 | Tour de Poitou-Charentes               | 2.1    | Tony Martin             | Etixx-Quick Step              |
| 26    | Druivenkoers Overijse                  | 1.1    | Jérôme Baugnies         | Wanty-Groupe Gobert           |
| 29-30 | Ronde van Midden-Nederland             | 2.2    | Olivier Pardini         | Verandas Willems              |
| 30-3  | Tour de Bulgaria                       | 2.2    | Stefan Koychev Hristov  |                               |
| 30    | Schaal Sels                            | 1.1    | Robin Stenuit           | Veranclassic-Ekoi             |
| 30    | Croacia-Eslovenia                      | 1.2    | Marko Kump              | Adria Mobil                   |

### Septiembre
| Fecha | Carrera                               | Cat. | Ganador                          | Equipo                       |
| ----- | ------------------------------------- | ---- | -------------------------------- | ---------------------------- |
| 3-6   | Vuelta a Bohemia Meridional           | 2.2  | Alexis Guérin                    | AWT-GreenWay                 |
| 5     | Brussels Cycling Classic              | 1.HC | Dylan Groenewegen                | Roompot Oranje Peloton       |
| 5-6   | Black Sea Cycling Tour                | 2.2  | Vitaliy Buts                     | Kolss-BDC                    |
| 6     | Gran Premio de Fourmies               | 1.HC | Fabio Felline                    | Trek Factory Racing          |
| 6-13  | Vuelta a Gran Bretaña                 | 2.HC | Edvald Boasson Hagen             | MTN-Qhubeka                  |
| 6     | Kernen Omloop Echt-Susteren           | 1.2  | Max Walscheid                    | Kuota-Lotto                  |
| 9-12  | Giro del Friuli Venezia Giulia        | 2.2  | Gaëtan Bille                     | Verandas-Willems             |
| 11-13 | East Bohemia Tour                     | 2.2  | Jan Tratnik                      | Amplatz-BMC                  |
| 12    | De Kustpijl                           | 1.2  | Marco Zanotti                    | Parkhotel Valkenburg         |
| 13    | Chrono Champenois                     | 1.2  | Filippo Ganna                    | Lampre-Merida                |
| 13    | Tour de Doubs                         | 1.1  | Eduardo Sepúlveda                | Bretagne-Séché Environnement |
| 13    | Velothon Stockholm                    | 1.1  | Marko Kump                       | Adria Mobil                  |
| 16    | Coppa Agostoni                        | 1.1  | Davide Rebellin                  | CCC Sprandi Polkowice        |
| 16    | Gran Premio de Valonia                | 1.1  | Jens Debusschere                 | Lotto Soudal                 |
| 17    | Coppa Bernocchi                       | 1.1  | Vincenzo Nibali                  | Astana                       |
| 18    | Campeonato de Flandes                 | 1.1  | Michał Gołaś                     | Etixx-Quick Step             |
| 19    | Gran Premio Impanis-Van Petegem       | 1.HC | Sean De Bie                      | Lotto Soudal                 |
| 19    | Memorial Marco Pantani                | 1.1  | Diego Ulissi                     | Lampre-Merida                |
| 20    | Rund um Sebnitz                       | 1.2  | Maximilian Kuen                  | Amplatz-BMC                  |
| 20    | Gran Premio de Isbergues              | 1.1  | Nacer Bouhanni                   | Cofidis, Solutions Crédits   |
| 20    | G. P. Industria y Comercio de Prato   | 1.1  | Daniele Bennati                  | Selección de Italia          |
| 23    | Circuito de Houtland                  | 1.1  | Jens Debusschere                 | Lotto Soudal                 |
| 26-27 | Tour de Gévaudan Languedoc-Roussillon | 2.1  | Thibaut Pinot                    | FDJ                          |
| 27    | Gooikse Pijl                          | 1.2  | Oliver Naesen                    | Topsport Vlaanderen-Baloise  |
| 27    | Dúo Normando                          | 1.1  | Victor Campenaerts Jelle Wallays | Topsport Vlaanderen-Baloise  |
| 29    | Ruota d'Oro                           | 1.2U | Simone Velasco                   | Zalf                         |
| 30    | Tres Valles Varesinos                 | 1.HC | Vincenzo Nibali                  | Astana                       |
| 30-4  | Tour de Eurométropole                 | 2.1  | Alexis Gougeard                  | Ag2r La Mondiale             |

### Octubre
| Fecha | Carrera                                       | Cat. | Ganador            | Equipo                     |
| ----- | --------------------------------------------- | ---- | ------------------ | -------------------------- |
| 1     | Milán-Turín                                   | 1.HC | Diego Rosa         | Astana                     |
| 2     | Giro del Piemonte                             | 1.HC | Jan Bakelants      | Ag2r La Mondiale           |
| 3     | Piccolo Giro de Lombardía                     | 1.2U | Fausto Masnada     | Colpack                    |
| 3     | Giro de Münsterland                           | 1.HC | Tom Boonen         | Etixx-Quick Step           |
| 4     | Tour de Vendée                                | 1.1  | Christophe Laporte | Cofidis, Solutions Crédits |
| 6     | Binche-Tournai-Binche                         | 1.1  | Ramon Sinkeldam    | Giant-Alpecin              |
| 7-10  | Tour de Mevlana                               | 2.2  | Ahmet Örken        | Torku Sekerspor            |
| 8     | París-Bourges                                 | 1.1  | Sam Bennett        | Bora-Argon 18              |
| 8     | Gran Premio Ciudad de Peccioli-Coppa Sabatini | 1.1  | Eduard Prades      | Caja Rural-Seguros RGA     |
| 10    | Giro de Emilia                                | 1.HC | Jan Bakelants      | Ag2r La Mondiale           |
| 11    | Gran Premio Bruno Beghelli                    | 1.HC | Sonny Colbrelli    | Bardiani CSF               |
| 11    | París-Tours                                   | 1.HC | Matteo Trentin     | Etixx-Quick Step           |
| 11    | París-Tours sub-23                            | 1.2U | Sam Oomen          | Rabobank Development       |
| 13    | Premio Nacional de Clausura                   | 1.1  | Nacer Bouhanni     | Cofidis, Solutions Crédits |
| 18    | Chrono des Nations                            | 1.1  | Vasil Kirienka     | Sky                        |
| 22-25 | Tour de Aegean                                | 2.2  | Ahmet Örken        | Torku Sekerspor            |

## Clasificaciones finales

### Individual
| Posición | Ciclista             | Equipo | Puntos |
| -------- | -------------------- | ------ | ------ |
| 1.°      | Nacer Bouhanni       | COF    | 721    |
| 2.º      | Edward Theuns        | TSV    | 649    |
| 3.°      | Dimitri Claeys       | WIL    | 524,25 |
| 4.°      | Edvald Boasson Hagen | MTN    | 480    |
| 5.°      | Marko Kump           | ADR    | 476    |
| 6.°      | Vitaliy Buts         | KLS    | 405    |
| 7.°      | Gaëtan Bille         | WIL    | 373,25 |
| 8.°      | Bryan Coquard        | EUC    | 373    |
| 9.°      | Davide Rebellin      | CCC    | 368    |
| 10.°     | Primož Roglič        | ADR    | 337    |

| 11.° | Sonny Colbrelli      | BAR | 333   |
| 12.° | Baptiste Planckaert  | RLM | 325,5 |
| 13.º | Manuel Belletti      | STH | 322   |
| 14.º | Roy Jans             | WGG | 317   |
| 15.º | Oleksandr Polivoda   | KLS | 303   |
| 16.° | Marco Marcato        | WGG | 303   |
| 17.° | Oliver Naesen        | TSV | 299   |
| 18.° | Pierrick Fédrigo     | BSE | 287   |
| 19.° | Andrea Pasqualon     | ROT | 287   |
| 20.° | Søren Kragh Andersen | TBW | 285,6 |

### Equipos
| Posición | Equipo                       | Puntos |
| -------- | ---------------------------- | ------ |
| 1.º      | Topsport Vlaanderen-Baloise  | 1693   |
| 2.º      | Cofidis, Solutions Crédits   | 1600   |
| 3.º      | Bretagne-Séché Environnement | 1476   |
| 4.º      | Kolss-BDC                    | 1384   |
| 5.º      | Verandas Willems             | 1345   |
| 6.º      | RusVelo                      | 1301   |
| 7.º      | Wanty-Groupe Gobert          | 1276   |
| 8.º      | CCC Sprandi Polkowice        | 1181   |
| 9.º      | Southeast                    | 1168   |
| 10.º     | Caja Rural-Seguros RGA       | 1159   |

| 11.º | MTN Qhubeka             | 1096 |
| 12.º | Europcar                | 948  |
| 13.º | Adria Mobil             | 940  |
| 14.º | Roompot Oranje          | 934  |
| 15.° | Cult Energy             | 914  |
| 16.º | Bora-Argon 18           | 866  |
| 17.º | Marseille 13-KTM        | 852  |
| 18.º | Roubaix-Lille Métropole | 832  |
| 19.º | Torku Sekerspor         | 740  |
| 20.° | Joker                   | 639  |

### Países
| Posición | País         | Puntos |
| -------- | ------------ | ------ |
| 1.º      | Italia       | 3396   |
| 2.º      | Bélgica      | 3364   |
| 3.º      | Francia      | 2665   |
| 4.º      | España       | 2257   |
| 5.º      | Ucrania      | 1945   |
| 6.º      | Países Bajos | 1896   |
| 7.º      | Eslovenia    | 1882   |
| 8.º      | Rusia        | 1788   |
| 9.º      | Dinamarca    | 1458   |
| 10.º     | Noruega      | 1451   |

| 11.º | Polonia         | 1398 |
| 12.º | Austria         | 975  |
| 13.º | Bielorrusia     | 963  |
| 14.º | Turquía         | 896  |
| 15.º | Reino Unido     | 878  |
| 16.º | Alemania        | 874  |
| 17.º | República Checa | 745  |
| 18.º | Portugal        | 672  |
| 19.º | Lituania        | 667  |
| 20.º | Estonia         | 587  |

### Países sub-23
| Posición | País         | Puntos |
| -------- | ------------ | ------ |
| 1.º      | Italia       | 1641   |
| 2.º      | Países Bajos | 1086   |
| 3.º      | Dinamarca    | 949    |
| 4.º      | Francia      | 751    |
| 5.º      | Bélgica      | 593    |
| 6.º      | Alemania     | 557    |
| 7.º      | Turquía      | 543    |
| 8.º      | Austria      | 494    |
| 9.º      | Reino Unido  | 467    |
| 10.º     | Noruega      | 458    |

## Evolución de las clasificaciones
| Fecha            | Clasificación individual | Clasificación por equipos    | Clasificación por países | Clasificación por países sub-23 |
| ---------------- | ------------------------ | ---------------------------- | ------------------------ | ------------------------------- |
| 25 de febrero    | Edward Theuns            | Southeast                    | Italia                   | Italia                          |
| 25 de marzo      | Edward Theuns            | Topsport Vlaanderen-Baloise  | Bélgica                  | Italia                          |
| 25 de abril      | Edward Theuns            | Bretagne-Séché Environnement | Francia                  | Italia                          |
| 25 de mayo       | Edward Theuns            | Bretagne-Séché Environnement | Francia                  | Italia                          |
| 25 de junio      | Edward Theuns            | Topsport Vlaanderen-Baloise  | Bélgica                  | Dinamarca                       |
| 25 de julio      | Edward Theuns            | Kolss-BDC                    | Bélgica                  | Italia                          |
| 15 de agosto     | Edward Theuns            | Kolss-BDC                    | Bélgica                  | Italia                          |
| 25 de agosto     | Edward Theuns            | Kolss-BDC                    | Bélgica                  | Italia                          |
| 25 de septiembre | Edward Theuns            | Topsport Vlaanderen-Baloise  | Bélgica                  | Italia                          |
| 25 de octubre    | Nacer Bouhanni           | Topsport Vlaanderen-Baloise  | Bélgica                  | Italia                          |
| 25 de noviembre  | Nacer Bouhanni           | Topsport Vlaanderen-Baloise  | Italia                   | Italia                          |
| 25 de diciembre  | Nacer Bouhanni           | Topsport Vlaanderen-Baloise  | Italia                   | Italia                          |
| Final            | Nacer Bouhanni           | Topsport Vlaanderen-Baloise  | Italia                   | Italia                          |